# Manolis Saliakas
Manolis Saliakas (griechisch Μανώλης Σάλιακας, * 12. September 1996 in Iraklio) ist ein griechischer Fußballspieler.

## Karriere

### Verein
Nach seinen Anfängen in der Jugendabteilung von Ergotelis in seiner Heimatstadt wechselte er im Sommer 2013 in die Jugendabteilung des Olympiakos Piräus. Dort kam er neben 13 Spielen in der Saison 2014/15 und Saison 2015/16 in der UEFA Youth League, bei denen ihm insgesamt zwei Tore gelangen, auch zu seinem Profidebüt in der ersten Liga, als er am 6. April 2014, dem 33. Spieltag, bei der 0:2-Auswärtsniederlage gegen PAS Ioannina in der Startformation stand. Um Spielpraxis zu sammeln, wurde er im Sommer 2016 für eine Spielzeit nach Zypern zum Karmiotissa FC in die erste Liga verliehen, konnte den Abstieg seiner Mannschaft aber nicht verhindern. Im Sommer 2017 wurde er für die nächsten zwei Spielzeiten in die zweite Liga zu AO Chania-Kissamikos verliehen. Nach seiner Leihrückkehr wechselte er im Sommer 2019 zum Erstligisten PAS Lamia. Bereits zur nächsten Saison schloss er sich ligaintern dem PAS Ioannina an.
Im Sommer 2022 wechselte er nach Deutschland und schloss sich dem Zweitligisten FC St. Pauli an. Im Juli 2024 verlängerte Saliakas vorzeitig seinen Vertrag beim FC St. Pauli.

### Nationalmannschaft
Saliakas kam seit 2011 zu acht Einsätzen in der U17-, zu vier Einsätzen in der U18-, zu 17 Einsätzen in der U19-, zu 15 Einsätzen in der U21- und bis jetzt zu zwei Einsätzen in der A-Nationalmannschaft des griechischen Fußballverbandes, bei denen ihm insgesamt fünf Tore gelangen.

## Erfolge
Olympiakos Piräus
- Griechischer Meister: 2014
- Griechischer Pokalsieger: 2015

FC St. Pauli
- Deutscher Zweitligameister und Aufstieg in die Bundesliga: 2024